# Prăjeni
Prăjeni – wieś w Rumunii, w okręgu Botoszany, w gminie Prăjeni. W 2011 roku liczyła 1152 mieszkańców.